# Jürgen Kriebel (Politiker)
Jürgen Kriebel (* 15. August 1940 in Berlin) ist ein deutscher Politiker (SPD) und war von 1989 bis 2001 Mitglied im Abgeordnetenhaus von Berlin.
Jürgen Kriebel absolvierte nach dem Schulbesuch zunächst eine Lehre zum Drucker. Von 1968 bis 1973 studierte er Betriebswirtschaft und erwarb einen Meistertitel. Er war in verschiedenen Betrieben des Druck- und Mediengewerbes tätig, zuletzt als Geschäftsführer.
Kriebel gehört seit 1975 der SPD an. Er wurde jeweils über die Bezirksliste Neukölln in das Abgeordnetenhaus gewählt.